# Mimas virescens
Mimas virescens är en fjärilsart som beskrevs av Tutt 1911. Mimas virescens ingår i släktet Mimas och familjen svärmare. Inga underarter finns listade i Catalogue of Life.